# Умари
Умари (порт. Umari)  —  муниципалитет в Бразилии, входит в штат Сеара. Составная часть мезорегиона Юго-центральная часть штата Сеара. Входит в экономико-статистический  микрорегион Лаврас-да-Мангабейра. Население составляет 7094 человека на 2006 год. Занимает площадь 263,917 км². Плотность населения — 26,9 чел./км².

## Статистика
- Валовой внутренний продукт на 2003 составляет 12.870.557,00 реалов (данные: Бразильский институт географии и статистики).
- Валовой внутренний продукт на душу населения на 2003 составляет 1.775,00 реалов (данные: Бразильский институт географии и статистики).
- Индекс развития человеческого потенциала на 2000 составляет 0,584 (данные: Программа развития ООН).